# Mauriciu
Flavius Mauricius Tiberius Augustus (n. 539 d.Hr., Arabissus⁠(d), Imperiul Roman de Răsărit – d. 27 noiembrie 602 d.Hr., Harbor of Eutropius⁠(d), Imperiul Roman de Răsărit), cunoscut sub numele de Mauriciu/Maurikios, a fost împărat bizantin între 582 și 602. El a fost ultimul membru al dinastiei iustiniene.
Mauriciu s-a născut în Arabissus, în Cappadocia. A intrat în cariera militară și în 572 a ajuns comandant al armatei bizantine. El a fost adoptat de Tiberiu I și l-a succedat la tron.
În 579, în timpul războaielor Sassanide a fost numit comandant suprem al trupelor bizantine din Asia. În 581 a obținut o victorie zdrobitoare împotriva perșilor, iar un an mai târziu s-a căsătorit cu Constantina, fiica lui Tiberiu. Când a ajuns pe tron, a început să plătească tribut avarilor, iar imperiul a fost devastat de războaiele cu perșii și slavii. În 586 a obținut, la Dara, o victorie zdrobitoare asupra perșilor, oprind înaintarea perșilor pentru doi ani. După aceasta, Mauriciu a impus o uniune între Biserica Armeniană și Patriarhia de la Constantinopol.
După victoria din est, Mauriciu și-a îndreptat atenția spre Balcani, unde avarii, împreună cu slavii, ocupaseră cetatea Sirmium și asediau orașul Thesalonikii. Mauriciu a început campania în 591, iar în 593, generalul Priscus îi alungă pe avari dincolo de Dunăre. În 598, avarii au făcut pace, iar în 601 slavii au suferit o înfrângere umilitoare la nord de Dunăre.
Mauriciu a organizat provinciile din Italia și Africa în exarchate, conduse de un exarch (de Ravenna, etc.), începând din 584. Prin crearea exarhatelor din Italia, Mauriciu a încetinit invazia lombarzilor. Mauriciu i-a ridicat pe fiii săi la rangul de co-împărați: Teodosiu, fiul cel mare, guverna provinciile apusene, iar Tiberiu, provinciile balcanice. Această împărțire a conducerii aduce aminte de Tetrahia lui Dioclețian. A fost tolerant față de monofiziți.
În 602, trupele dunărene s-au revoltat împotriva împăratului sub conducerea lui Focas. Ei l-au forțat pe Mauriciu să abdice și să fie desemnat împărat Teodosiu sau generalul Germanus, dar revolta a luat amploare și Mauriciu a fost nevoit să fugă cu familia sa la Nicomedia (azi Izmit, Turcia). Nu a apucat să iasă din oraș, fiind executat de trupele lui Focas, care a devenit împărat.

## Originile și viața timpurie
Mauriciu s-a născut în Arabidus în Cappadocia în 539, fiul unui anumit Pavel. Avea un frate, Peter, și două surori, Theoctista și Gordia, care, ulterior, a fost soția generalului Philippic. El este înregistrat ca fiind un vorbitor nativ grec, spre deosebire de împărații anteriori de la Anastasius I Dicorus. Sursele sunt în conflict referitor la locului său de naștere, cele mai multe numindu-l un grec capadocian nativ și primul împărat "din rasa grecilor", în timp ce istoricul Evagrius Scholasticus înregistrează o origine din Roma veche.
Mauriciu este autorul cărții militare Strategikon.
Mauriciu, împreună cu soția lui, Constantina, a avut copii:
- Teodosiu (d. 602), co-împărat în vest
- Tiberiu, co-împărat în est